# Okultní klamy
Okultní klamy je dvanáctý díl třetí řady amerického televizního seriálu Teorie velkého třesku. V této epizodě hostují Melissa Rauch, Danica McKellar, Jen Drohan a David Trice. Režisérem epizody je Mark Cendrowski.

## Děj
Leonard se dozvídá, že Penny chodí pro rady k senzibilovi, za což se jí vysmívá, z čehož ona radost nemá. Raj mezitím uplácí Sheldona, aby s ním šel mezi lidi a hledal s ním novou přítelkyni. Opravdu se jim povede oslovit dvě děvčata a zatímco Raj s tou svou má úspěch, Sheldon na zájem té "své" nereaguje.

## Obsazení
| Johnny Galecki  | Leonard Hofstadter      |
| Jim Parsons     | Sheldon Cooper          |
| Kaley Cuoco     | Penny                   |
| Simon Helberg   | Howard Wolowitz         |
| Kunal Nayyar    | Raj Koothrappali        |
| Melissa Rauch   | Bernadette Rostenkowski |
| Danica McKellar | Abby                    |
| Jen Drohan      | Martha                  |
| David Trice     | číšník                  |